# 드래곤 기사단
《드래곤 기사단》(영어: KNIGHTS OF THE DAMNED)은 2017년에 개봉한 영국의 판타지, 액션, 모험 영화이다.

## 줄거리
드래곤 X 광전사 X 기사단의 대결! 전설의 드래곤이 깨어나 왕국을 공격한다. 최정예 기사단이 드래곤을 추격하지만 희생만 늘어가고 게다가 살아 있는 시체 광전사의 공격이 시작된다. 기사단은 카토리 여전사와 동맹을 맺고 드래곤과 광전사와의 최후의 대결을 하는데… 왕국을 구할 기사단의 모험을 시작된다!

## 출연
- 로스 오헤네시 - 리차드 역
- 벤 로이드 홈스 - 조지 역
- 실비오 시맥 - 토마스 역

## 개봉일 목록
드래곤 기사단의 개봉일 목록이다.
| 국가     | 개봉일          |
| -------- | --------------- |
| 영국     | 2017년 9월 25일 |
| 대한민국 | 2018년 3월 15일 |